# Anselme Gaëtan Desmarest
Anselme Gaëtan Desmarest, född 6 mars 1784 i Paris, död 4 juni 1838 i Maisons-Alfort, var en fransk zoolog och författare. Han var son till geologen Nicolas Desmarest och zoologen Eugène Desmarest. 
Desmarest studerade vid statliga veterinärskolan i Maisons-Alfort, där han senare blev professor i zoologi. Desmarest beskrev ett flertal djurarter, bland annat afrikansk öronhund, känguruarten Macropus rufus och en pungråtta.